# 咲ランドショッピングセンター
咲ランドショッピングセンター（サキランドショッピングセンター、英：SAKILAND Shopping Center）は、日本の兵庫県宍粟市に所在するショッピングセンター。

## 概要
イオンリテールが運営するイオン（旧ジャスコ）山崎店を中核店舗とし、各階ともイオンの売場を取り巻くようにジョーシン山崎店他の専門店街「サキランド」が設置されている。「咲ランド」と「サキランド」「SAKILAND」の表記は公式サイト中でも併用されており、いずれか一つのみが正しい訳ではない模様。
山崎町はじめ宍粟市は全域で旅客鉄道が通っておらず、最寄りの播磨新宮駅からも路線バス（ウイング神姫）で約20分を要するため店舗前や屋上、道路を挟んだ隣接地に合計1150台収容可能な駐車場を設置している。そのため、山崎町に留まらず宍粟市の他地域（一宮町、波賀町、千種町）はもとより隣の姫路市安富町やたつの市新宮町、佐用郡佐用町からの利用者も多く、半径約20kmにも及ぶ広大な商圏を持つのが特徴。

## 沿革
イオン山崎店の前身に当たる（初代）ジャスコ山崎店は1963年（昭和38年）4月20日に兵庫県道53号線沿いの山崎町鹿沢東桜町65-282で、姫路を中心に西播磨地域一円でスーパーマーケットを展開していたフタギの山崎店として開店した。開店当初の売場面積は1,000m2だったが、フタギを前身の1社とするジャスコへ店舗ブランドを変更した後は約3,143m2へ増床されている。
（初代）ジャスコ山崎店は老朽化のため1993年（平成5年）に閉店し、同年4月29日に旧店舗から南東へ約250mの山崎町中井で（2代目）ジャスコ山崎店を中核店舗とする咲ランドショッピングセンターが開業した。
2011年（平成23年）3月1日、ジャスコ山崎店が店舗ブランドの「イオン」への統一に伴い「イオン山崎店」へ改称。

## 各階
中核店舗のイオン山崎店と30余りの専門店で構成される。
| 階  | フロア概要                   |
| --- | ---------------------------- |
| R階 | 屋上駐車場                   |
| 3階 | 楽しさと暮らしのフロア       |
| 2階 | 出逢いとファッションのフロア |
| 1階 | おいしさと雑貨のフロア       |

### 主なテナント
詳細は公式サイトのフロアマップを参照。
1階
- マイドリームキッチン（フードコート）

2023年（令和5年）6月に旧パルナス製菓創業者遺族が運営する喫茶「モンパルナス」（大阪府豊中市）や「パルナス復刻委員会」（加西市）から公認を受け、往年の名物だったピロシキを再現する「パルナスカフェ」が開店した。
- モスバーガー
- サーティワンアイスクリーム
- ルージュヤバラヤ（化粧品）
- 学研教室
- ATM（イオン銀行、西兵庫信用金庫）

2階
- ジョーシン山崎店
- コーエーカメラスタジオ

3階
- ダイソー
- パリミキ
- モーリーファンタジー
- 未来屋書店

## アクセス
中国自動車道を山崎ICで降りて西へ5分。
神姫バスの姫路駅発（31・32・33・41系統）、もしくはウイング神姫の竜野駅発播磨新宮駅経由（50・55系統）に乗車し終点の山崎バスターミナル下車、南西へ徒歩5分。宍粟市内の他地域からは市内線（しーたんバス）を利用。

## 周辺
- 宍粟市立山崎小学校
- 宍粟市立山崎西中学校
- 宍粟防災センター - （初代）ジャスコ山崎店跡地に建つ。
- 宍粟市立図書館
- 山崎文化会館
- 公立宍粟総合病院
- 播磨山崎郵便局
- 宍粟市役所
- 宍粟警察署

周辺のイオングループの店舗
- マックスバリュ山崎店（宍粟市山崎町庄能341）

旧ウエルマート山崎店。国道29号線沿い、イオン山崎店から直線距離で北北東へ約1.1km。運営はフジ。